# Renfe série 5000
Les voitures de la série 5000 de la Renfe, sont des voitures d'express à compartiments construites à 346 exemplaires de 1946 à 1953, majoritairement par Carde y Escoriaza (Saragosse).

## Contexte historique
Le 14 mars 1941, la Renfe a créé le Commissariat au Matériel Ferroviaire avec, entre autres, l'objectif de passer commande de 120 voitures neuves, décision qui ne sera effective qu'en 1943. Dans les années 1940 et 1950, c'est au total 520 voitures qui seront construites. Les modernisations concerneront 1 460 unités et 100 voitures seront importées. Tout ceci porta le parc de voitures à 3 370 unités, avec un âge moyen compris entre 25 y 35 ans.

## Description
La série 5000 est constituée de 345 voitures, de 7 à 9 compartiments, de couleur verte avec une bande jaune soulignant les fenêtres et des filets jaunes encadrant les flancs :
- 101 AA 5001 à 5101 > 72 BB1 5201 à 5301 + 29 AAR[1], de 1re classe, 7 compartiments de 2.207 m, 42 places, 41.2 t[2] ; construites de 1946 à 1951 par Carde y Escoriaza ; converties par la suite en 2e classe ou pour 29 d'entre elles, en voitures de 1re classe avec 4 compartiments et une cafétéria de 9 places ,
- 30 AAB 5001 à 5030, mixtes 1re et 2e classe , 40 t ; 10 construites en 1946 par Carde y Escoriaza et 20 en 1950 par SECN[3],
- 17 AAC 5001 à 5017 > AAB4 5101 à 5117, mixtes 1re et 3e classe, puis mixtes 1re et 2e classe à la suite de l'abandon de la 3e classe, 42 t ; construites en 1947 par Macosa,
- 26 AAWL 5001 à 5026, mixte voitures-lits et 1re classe, 44.2 t ; construites de 1950 à 1951 par SECN ; 8 d'entre elles deviendront des AAWLR avec cafétéria[4] ,
- 91 BB 5001 à 5066 & 5068 à 5092, de 2e classe , 39,7 t ; construites de 1947 à 1953 (n° 01 à 66) par Astilleros de Cádiz et Macosa et de 19?2 à ?3 (n° 68 à 92) par CAF et Macosa avec bogies Minden-Deutz,
- 70 CC 5001 à 5070 > BB4 5101 à 5170, de 3e classe, reclassées 2e classe, 41,7 t ; construites de 1946 à 1950 par Carde y Escoriaza,
- 10 CCD 5001 à 5010 > BBD 5001 à 5010, mixtes 3e classe et fourgon, puis 2e classe fourgon, 39.6 t ; construites de 1946 à 1947 par CAF (Beasain).

auxquelles s'ajoutent :
- 30 DD 5001 à 5030, fourgons .

Leur bogies Pennsylvania ne leur autorisent qu'une vitesse de 100 km/h.
À partir de 1961, commencent à arriver les voitures de la série 8000, de type UIC-X beaucoup plus moderne. Une mise en cohérence des voitures 5000 a été entreprise, avec notamment le remplacement des soufflets d'intercirculation par des boudins UIC. Les fenêtres sont également remplacées ; la 3e classe s'efface au profit de la seconde et une nouvelle livrée vert olive à bas de caisse noir se généralise.

## Utilisation
Ces voitures circuleront régulièrement jusque dans les années 1980 où elles seront progressivement retirées du service. Beaucoup seront utilisées comme voiture de service pour les trains de travaux. Certaines AAR ont pu endosser la livrée Estrella à la création de ce service de nuit en 1984.